# افونسو بزرا
افونسو بزرا (به پرتغالی: Afonso Bezerra) یک منطقهٔ مسکونی در برزیل است که در ریو گرانده شمالی واقع شده‌است. افونسو بزرا ۱۱٬۰۲۹ نفر جمعیت دارد.